# Maknamara
MAKNAMARA — український рок-гурт.

## Історія
"Maknamara" з’явилася на чернівецьких рок-підмостках 2006 року з уламків гурту "Олівер Твіст". Довго перебуваючи в андеграунді, музиканти готували програму, яку вперше винесли на публіку лише через два роки після заснування. Стартом для команди став відбірковий етап рок-конкурсу "Відродження-2008", до фіналу якого "Maknamara", щоправда, так і не потрапила. 
Гурт набув популярності у Чернівцях та неодноразово презентував свою творчість поза межами міста. Наприклад, виступав у сусідній Молдові разом із легендарними норвезькими готик-металістами "Sirenia". Та найбільшим досягненням команди стала участь у фестивалі "Global East Festival", де "Maknamara" ділила сцену з відомими закордонними гуртами "Kreator", "Motorhead", "My Dying Bride", "Ensiferum" та ін.

## Учасники
- Андрій "Pooler" Якімів - гітара
- Анна "Maknamara" Чижик - вокал
- Кирило Недєльський - бас-гітара
- Олександр "Grutch" Єгоров - барабани

## Дискографія
- Maknamara (EP), 2010
- Холод (сингл), 2010
- Отруйна Сила/Poison Power (CD), 2010
- Just Illusions (Просто ілюзії) (CD), 2013